# Арђењо
Арђењо (итал. Argegno) је насеље у Италији у округу Комо, региону Ломбардија.
Према процени из 2011. у насељу је живело 612 становника. Насеље се налази на надморској висини од 247 м.

## Становништво
Према резултатима пописа становништва 2011. у општини је живело 667 становника.
| 1931. | 1936. | 1951. | 1961. | 1971. | 1981. | 1991. | 2001. | 2011. |
| ----- | ----- | ----- | ----- | ----- | ----- | ----- | ----- | ----- |
| 855   | 780   | 804   | 830   | 744   | 702   | 679   | 654   | 667   |